# Adam Bartold Ludwig von Lützow

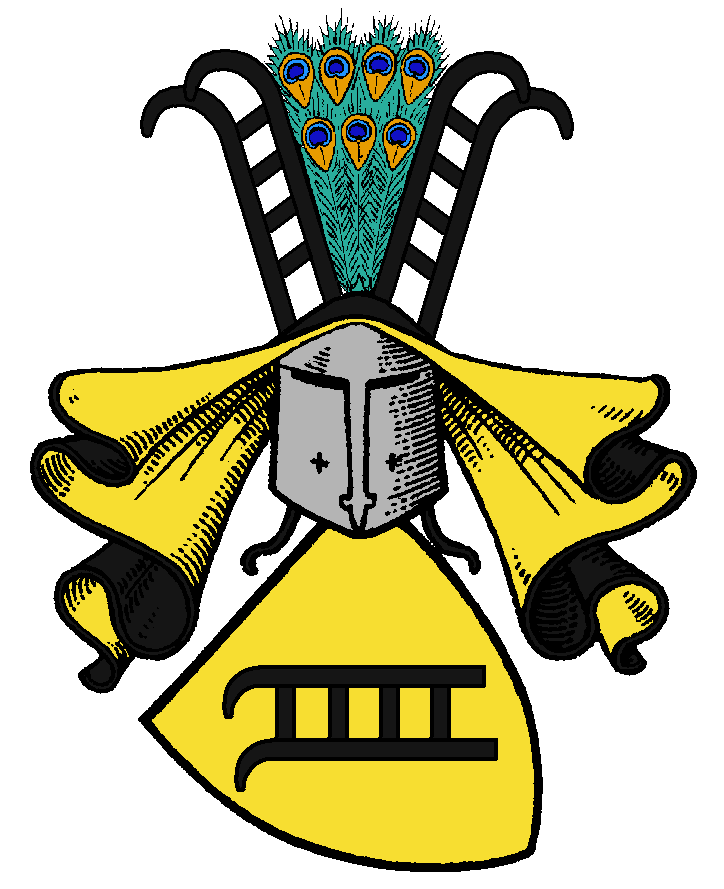
Stammwappen derer von Lützow

Adam Bartold Ludwig von Lützow, auch Adam Barthold Ludwig von Lützow, ab 1862 Adam Bartold Ludwig Freiherr von Lützow genannt von Dorgelo (* 19. Dezember 1792 in Wölzow, heute Ortsteil von Wittenburg; † 29. September 1871 in Nieder-Girbigsdorf, heute Ortsteil von Schöpstal) war ein deutscher Verwaltungsjurist, oldenburgischer Kammerherr und Abgeordneter.

## Leben
Adam Bartold Ludwig von Lützow entstammte dem mecklenburgischen Uradelsgeschlechts von Lützow. Er war ein Sohn des Hauptmanns Ludwig von Lützow auf Wöltzow/Wölzow und dessen Frau Wilhelmina, geb. von Linstow. Sein Großvater Egidius Barthold von Lützow (1713–1791) war 1755 einer der Unterzeichner des Landesgrundgesetzlichen Erbvergleichs gewesen.
Er studierte Recht- und Staatswissenschaften. Nach seinem Examen trat er als Kammerjunker und Landgerichts-Auditor in den Dienst des Großherzogtums Oldenburg. Im Herbst 1819 wurde er Günther von Berg, dem oldenburgischen Gesandten bei den Verhandlungen zur Wiener Schlussakte, als Legationssekretär beigegeben. Er begleitete Berg auch zur Bundesversammlung in Frankfurt am Main im Mai 1820. Schon bald ernannte ihn der Großherzog Peter Friedrich Ludwig zum Kammerherrn, einem der Dienstthuenden Hof-Cavaliere und zum Reisemarschall. 1825 ließ er sich in Oldenburg die heute denkmalgeschützte Villa Cloppenburger Straße 2/4 erbauen. 1830 wurde er Regierungsrat. 1832 erwarb er zu einem geringen Preis das Gut Lethe (Ahlhorn (Großenkneten)). Er ließ sämtliche alten Gebäude, auch die Kapelle, abbrechen und legte eine große Brennerei und weitere Gutsgebäude an, die erhalten sind und heute unter Denkmalschutz stehen. Da der wirtschaftliche Erfolg ausblieb, verkaufte er 1852 das Gut an den Kaufmann Johann Arnold Pöppelmann.
Um 1845 schied er aus dem Hofdienst aus. Er erwarb 1846 zwei Hufen Land in Cleve (Rensefeld) im damals oldenburgischen Fürstentum Lübeck, ließ sie zusammenlegen und errichtete darauf einen Hof, den er bis 1855 behielt. Weiteren Landbesitz hatte er in Höven (1855–1864, siehe unten) und zuletzt in Nieder-Girbigsdorf (heute Ortsteil von Schöpstal) im heutigen Landkreis Görlitz.
Adam Bartold Ludwig von Lützow galt in seinen Ansichten als liberal und setzte sich für eine bürgerliche und wirtschaftliche Gleichstellung der jüdischen Bevölkerung ein. Während der Revolution 1848 wurde er als Abgeordneter für das Amt Oldenburg Mitglied der Versammlung der 34, des Vorparlaments des Oldenburgischen Landtags.
1854 kam er als Abgeordneter des Wahlkreises des Fürstentums Lübeck erneut in den Oldenburgischen Landtag, schied jedoch nach kurzer Zeit wieder aus.
Von seinem Großonkel und Patenonkel, dem oldenburgischen Hofmarschall Adam Levin von Dorgelo (1733–1827) auf Höven war er als Erbe eingesetzt worden. Als „Universalerbe und Substitut für dessen Neffen und nächsten Erben, den am 19. Oktober 1855 ohne männliche Descendenz verstorbenen August Wilhelm Anton von Dorgelo“ erhielt Adam Bartold Ludwig von Lützow durch preußische Kabinettsorder vom 16. Juli 1862 die Erlaubnis zur Fortführung des Freiherrentitels und zur Annahme des Prädikats von Dorgelo. Er und seine Nachkommen nannten sich danach Freiherr von Lützow genannt von Dorgelo.
Bei seinem Aufenthalt in Wien hatte Adam Bartold Ludwig von Lützow 1820 Clara Freiin von Geymüller (1801–1872) geheiratet, eine Tochter des schweizerisch-österreichischen Unternehmers und Bankiers Johann Heinrich von Geymüller. Auch sie galt als liberal.
Das Paar hatte fünf Kinder:
- (Heinrich Jakob) Ludwig Freiherr von Lützow genannt von Dorgelo (1824–1899), oldenburgischer Kammerherr, preußischer Oberst ⚭ Elisabeth Freiin von Gayl
- Betty (1826–) ⚭ Heinrich von der Lancken
- Ulla (1831–) ⚭ Chlodwig von Sydow
- Rudolf (1836–), preußischer Rittmeister
- Wilhelmine (1839–) ⚭ Richard von Cranach-Craazen († 1887), Major z. D.,[12] zu Nieder-Girbigsdorf

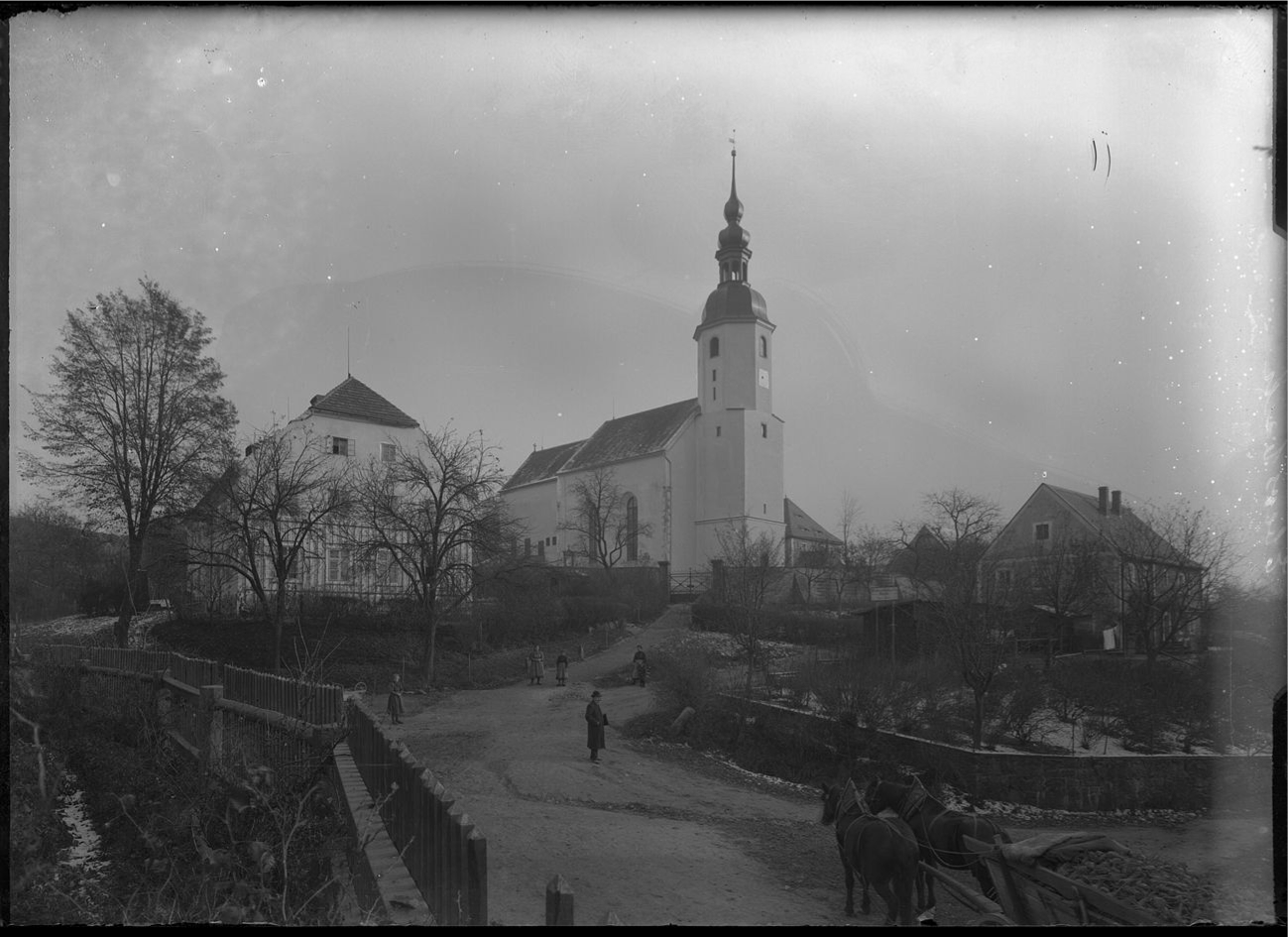
St. Barbara (Ebersbach) um 1900

Das Familiengrab Lützow/Cranach ist auf dem Kirchhof an der Kirche von Ebersbach (Schöpstal) erhalten.
Spätere Nacherbin auf Nieder-Girbigsdorf wurde Elisabeth von Lützow (* 1858), eine der Töchter des Ludwig Freiherr von Lützow genannt von Dorgelo, später verheiratet mit Ernst Graf von Bernstorff, 1899 Premierleutnant.

## Auszeichnungen
- Oldenburgischer Haus- und Verdienstorden des Herzogs Peter Friedrich Ludwig, Kleinkreuz (= Ritter I. Klasse, 17. Januar 1843)[15]
- Königlich Preußischer St. Johanniter-Orden, 1835, damit ab 1852 Ehrenritter des Johanniterordens
- Erlöser-Orden, Groß-Kommandeur
- Guelphen-Orden, Kommandeur I. Klasse (1845)
- Hausorden vom Weißen Falken, Komtur